# Matasano, Motozintla
Matasano är en ort i Mexiko.   Den ligger i kommunen Motozintla och delstaten Chiapas, i den sydöstra delen av landet, 800 km sydost om huvudstaden Mexico City. Matasano ligger 1 785 meter över havet och antalet invånare är 228.
Terrängen runt Matasano är bergig åt nordost, men åt sydväst är den kuperad. Runt Matasano är det ganska tätbefolkat, med 78 invånare per kvadratkilometer. Närmaste större samhälle är Motozintla de Mendoza, 14,1 km öster om Matasano. I omgivningarna runt Matasano växer i huvudsak städsegrön lövskog.